# David Harvey
David William Harvey (ur. 31 października 1935 w Gillingham, Wielka Brytania) – teoretyk społeczny, geograf, profesor antropologii i geografii w CUNY Graduate Center. Należy do najczęściej cytowanych autorów w zakresie nauk humanistycznych oraz geografii i wniósł znaczący wkład w rozwój tej ostatniej jako dyscypliny akademickiej. Stosuje metodologię marksistowską do analizy globalizacji i kapitalizmu.

## Życie prywatne i edukacja
David Harvey urodził się w 1935 roku w Gillingham w hrabstwie Kent. Uczęszczał do Gillingham Grammar School for Boys, a następnie do St John's College w Cambridge, gdzie w 1961 roku uzyskał doktorat z geografii. 
Wczesne prace Harveya, począwszy od jego doktoratu (na temat produkcji chmielu w XIX-wiecznym hrabstwie Kent), miały charakter historyczny i wywodziły się z regionalno-historycznej tradycji badawczej szeroko stosowanej wówczas w Cambridge i Wielkiej Brytanii. Dociekania historyczne przewijają się przez jego późniejsze prace (np. dotyczące Paryża). 
Harvey mieszka w Nowym Jorku. Ma córkę Delfinę, urodzoną w styczniu 1990 roku.

## Kariera akademicka
W latach 1961–1969 był wykładowcą geografii na Uniwersytecie Bristolskim. W 1969 wyjechał do Stanów Zjednoczonych, gdzie otrzymał stanowisko profesora nadzwyczajnego (associate professor) na Wydziale Geografii i Inżynierii Środowiskowej Uniwersytetu Johnsa Hopkinsa w Baltimore. W 1973 został tam profesorem zwyczajnym. W 1987 przeniósł się na Uniwersytet Oksfordzki, gdzie objął profesurę imienia Halforda Mackindera w dziedzinie geografii w St Peter’s College. W 1993 powrócił na poprzednie stanowisko na Uniwersytecie Johnsa Hopkinsa, a w 2001 został zasłużonym profesorem na Wydziale Antropologii w City University of New York.

## Działalność naukowa i koncepcje
We wczesnej fazie aktywności badawczej, po początkowym zainteresowaniu regionalną geografią historyczną, podjął pierwszą próbę całościowego opracowania metodologicznych podstaw geografii jako dyscypliny naukowej na gruncie empiryzmu logicznego. Jej rezultatem była książka Explanation in Geography (1969), która stała się kluczowym tekstem dla nowego pokolenia geografów w latach 70. Celem Harveya było ścisłe powiązanie geografii jako nauki z filozofią.
Po przybyciu do Baltimore uległ radykalizacji politycznej pod wpływem obecnego w mieście kryzysu społeczno-gospodarczego i współczesnych wydarzeń, takich jak wojna wietnamska i zabójstwo Martina Luthera Kinga. Dokonujący się wówczas zwrot antypozytywistyczny i własne zainteresowanie przestrzennym wymiarem procesu historycznego poprowadziły go w kierunku materializmu historycznego. Trafił do grupy studiów nad Kapitałem Karola Marksa, a następnie do kręgu radykalnych geografów skupionego wokół czasopisma „Antipode”. Wraz z tym środowiskiem rozwinął program orientacji radykalnej w geografii, oparty na poszukiwaniu źródeł problemów przestrzennych i środowiskowych w dynamice kapitalistycznej formacji społecznej. Jego pierwsza praca z tego nurtu, Social Justice and the City (1973), dotyczyła nierówności mieszkaniowych w Baltimore, bazując na badaniach terenowych zleconych przez miasto.
W książce The Limits to Capital (1982) wyłożył teoretyczne podstawy nowego podejścia do urbanizmu, które zrywało z założeniami dominującej w USA od przeszło półwiecza szkoły chicagowskiej. Jako zagadnienia ogniskujące całość problematyki miejskiej wskazał procesy koncentracji i obiegu kapitału oraz sprzeczność interesów pomiędzy kapitałem a społecznością miejską, która znajduje wyraz w konflikcie klasowym. W kolejnych pracach analizował XIX-wieczny Paryż i współczesne miasta pod kątem ciągłych przekształceń strukturalnych ich przestrzeni.
Wobec postmodernizmu zajął stanowisko krytyczne i zbliżone do Fredrica Jamesona, przyznając pierwszeństwo czynnikom ekonomicznym i wyprowadzając z nich zjawiska kulturowe. W pracy The Condition of Postmodernity: An Enquiry into the Origins of Cultural Change (1989) powiązał narastające tempo przemian w sferze symbolicznej z przyspieszeniem cykli biznesowych i nadakumulacją kapitału w ramach neoliberalnej adaptacji kapitalizmu po kryzysie naftowym z 1973, kończącym epokę modernizmu. Zauważył, że z powodu stałej kompresji czasoprzestrzennej przeszkodą dla kapitalizmu staje się inercja wszelkiej materii, co skutkuje preferowaniem wartości znakowej w miejsce wartości użytkowej.
Jego praca Rebel Cities (2002, tytuł polski: Bunt miast) postuluje społeczną kontrolę nad kierunkiem i środkami procesów urbanizacyjnych. W trylogii z lat 2003–2006 (The New Imperialism, A Brief History of Neoliberalism, Spaces of Global Capitalism: Towards a Theory of Uneven Geographical Development) przeanalizował proces kształtowania się i upowszechniania neoliberalnego światopoglądu jako skutecznego narzędzia walki klasowej w rękach dysponentów kapitału. Wskazał krach na amerykańskim rynku nieruchomości z 2003 jako przykład globalnego zagrożenia wynikającego z powierzenia losu ludzkości i środowiska mechanizmowi rynkowemu. Pod wpływem dyskusji z Giovannim Arrighim rozwinął w 2006 tezę, że w obecnej postaci kapitalizmu akumulacja kapitału i utrwalanie jego władzy odbywa się przede wszystkim poprzez wywłaszczenie, obejmujące wszechogarniającą prywatyzację, finansjalizację, uzależnianie gospodarcze całych państw poprzez manipulację kryzysami oraz redystrybucję państwową na korzyść kapitału. Według Harveya kluczową rolę w akumulacji odgrywa obecnie nie produkcja, lecz dystrybucja wartości.

## Teoria i poglądy polityczne
David Harvey należy do grona współczesnych marksistów uznających miasto za miejsce z jednej strony kluczowe dla rozwoju kapitalizmu, z drugiej dla ruchów oporu i protestu. Na przykład w wydanym po polsku Buncie miast stara się on przepisać historię rozwoju kapitalizmu jako ściśle związaną z rozwojem miast, pokazując jak kolejne kryzysy kapitalistyczne brały swój początek właśnie z kryzysów na rynku nieruchomości. Analogicznie do tego procesu pokazuje, że w zasadzie wszystkie ruchy robotnicze od Komuny Paryskiej po bunt społeczny w okresie kryzysu argentyńskiego z lat 1999–2002 były także ruchami miejskimi. Takie postawienie sprawy wywołuje jednak kontrowersję zarówno ze strony „ortodoksyjnych” marksistów, skoncentrowanych wyłącznie na walce robotniczej, jak i ze strony bardzo zróżnicowanych klasowo ruchów miejskich, nie zawsze utożsamiających się z postulatami niższych klas, a często wręcz przeciwnie. Jak jednak twierdzi Harvey, idea prawa do miasta, jeśli nie ma być jedynie pustym pojęciem, pod które każdy może się podpiąć, musi zawierać w sobie komponent klasowy.
Choć Harvey uznaje się za komunistę, to nie uważa, żeby w aktualnej sytuacji hasło komunizmu mogło mieć efektywną polityczną siłę. Dlatego zakładając horyzont radykalnej zmiany (którą jego zdaniem wyznacza komunizm) opowiada się za wprowadzaniem mechanizmów "reformistycznych" czy socjaldemokratycznych, traktując je jako narzędzia do rozciągniętej w czasie rewolucji społecznej.

## Związki z Polską
David Harvey współpracuje w Polsce z „Res Publiką Nową” oraz „Praktyką Teoretyczną”. Oba pisma analizują, tłumaczą i komentują twórczość brytyjskiego geografa.

## Prace wydane w języku polskim
- Neoliberalizm. Historia katastrofy, tłum. J. P. Listwan, Instytut Wydawniczy Książka i Prasa, Warszawa 2008, ISBN 978-83-88353-57-4
- Bunt miast. Prawo do miast i miejska rewolucja, tłum. Praktyka Teoretyczna, Fundacja Bęc Zmiana, Warszawa 2012, ISBN 978-83-62418-13-8
- Analiza Rzeczy-pospolitej, tłum. P. Juskowiak, A. Kowalczyk, „Praktyka Teoretyczna” nr 4, 2011
- Prawo do wyobraźni (rozmowa Kacpra Pobłockiego, „Res Publica Nowa”, rok 25, nr 9 (209), 2012
- Przestrzenie globalnego kapitalizmu. W stronę teorii rozwoju nierównego geograficznie, tłum. J. P. Listwan, Instytut Wydawniczy Książka i Prasa, Warszawa 2016, ISBN 978-83-65304-09-4
- Przewodnik po „Kapitale” Karola Marksa, tłum. K. Szadkowski, Wydawnictwo Ekonomiczne Heterodox, Poznań 2017, ISBN 978-83-943671-2-1